# Hello (bài hát của Lionel Richie)
"Hello" là một bài hát của nghệ sĩ thu âm người Mỹ Lionel Richie nằm trong album phòng thu hát đơn thứ hai của ông, Can't Slow Down (1983). Nó được phát hành như là đĩa đơn thứ ba trích từ album vào ngày 13 tháng 2 năm 1984 bởi Motown Records. Bài hát được viết lời và sản xuất bởi Richie, bên cạnh sự tham gia đồng sản xuất từ James Anthony Carmichael, cộng tác viên quen thuộc xuyên suốt sự nghiệp của nam ca sĩ. Nguồn cảm hứng cho "Hello" được bắt đầu lúc Richie còn trẻ, khi ông gặp một cô gái xinh đẹp bước qua nhưng quá ngại ngùng để bắt chuyện với cô. Ban đầu được dự định đưa vào album phòng thu đầu tay Lionel Richie (1982) nhưng đã không được thực hiện, bài hát là một bản R&B ballad kết hợp với những yếu tố từ soft rock mang nội dung đề cập đến nỗi lòng của một chàng trai khi không thể thổ lộ tình cảm với một cô gái, trong đó anh bày tỏ sự lo lắng sẽ bị từ chối nếu như cô gái biết được tình cảm thật sự của bản thân đối với cô.
Sau khi phát hành, "Hello" nhận được những phản ứng tích cực từ các nhà phê bình âm nhạc, trong đó họ đánh giá cao nội dung lời bài hát cũng như quá trình sản xuất nó, đồng thời gọi đây là một điểm nhấn nổi bật từ Can't Slow Down. Ngoài ra, bài hát còn gặt hái nhiều giải thưởng và đề cử tại những lễ trao giải lớn, bao gồm một đề cử giải Grammy cho Bài hát của năm tại lễ trao giải thường niên lần thứ 27. "Hello" cũng tiếp nhận những thành công vượt trội về mặt thương mại trên toàn thế giới, đứng đầu các bảng xếp hạng ở Úc, Bỉ, Canada, Ireland, Hà Lan, New Zealand, Thụy Sĩ và Vương quốc Anh, và lọt vào top 10 ở hầu hết những quốc gia nó xuất hiện, bao gồm vươn đến top 5 ở những thị trường lớn như Áo, Đức và Na Uy. Tại Hoa Kỳ, nó đạt vị trí số một trên bảng xếp hạng Billboard Hot 100 trong hai tuần liên tiếp, trở thành đĩa đơn quán quân thứ tư của Richie và cũng là đĩa đơn thứ bảy liên tiếp của nam ca sĩ vươn đến top 10 tại đây.
Video ca nhạc cho "Hello" được đạo diễn bởi Bob Giraldi, trong đó Richie hóa thân thành một giảng viên nghệ thuật ở một trường đại học đang nảy sinh tình cảm nhưng dường như không được đáp lại với một học sinh khiếm thị (do Laura Carrington thủ vai) cho đến khi ông phát hiện ra cô đang thực hiện một bức tượng điêu khắc giống như khuôn mặt ông, thể hiện rằng cô gái cũng cảm nhận được tình cảm của người thầy. Để quảng bá bài hát, nam ca sĩ đã trình diễn nó trên nhiều chương trình truyền hình và lễ trao giải lớn, bao gồm Top Of The Pops và giải thưởng Âm nhạc Mỹ năm 1984, cũng như trong nhiều chuyến lưu diễn của ông. Được ghi nhận là bài hát trứ danh trong sự nghiệp của Richie, "Hello" đã được hát lại và sử dụng làm nhạc mẫu bởi nhiều nghệ sĩ, như Luther Vandross, Richard Clayderman, Gary Barlow, Demi Lovato và dàn diễn viên của Glee, cũng như xuất hiện trong nhiều tác phẩm điện ảnh và truyền hình, bao gồm Fame, Family Guy, New Girl, Pitch Perfect 3, Shrek Forever After và Trolls.

## Danh sách bài hát
Đĩa 7" tại Anh quốc
1. "Hello – 4:07
2. "All Night Long (All Night)" (không lời) – 4:36

Đĩa 12" tại Anh quốc
1. "Hello – 4:07
2. "Running with the Night" (không lời) – 6:52
3. "All Night Long (All Night)" (không lời) – 6:42

Đĩa 7" tại Hoa Kỳ
1. "Hello – 4:07
2. "You Mean More To Me" – 3:01

## Xếp hạng
| Bảng xếp hạng (1984)                     | Vị trí cao nhất |
| ---------------------------------------- | --------------- |
| Úc (Kent Music Report)                   | 1               |
| Áo (Ö3 Austria Top 40)                   | 3               |
| Bỉ (Ultratop 50 Flanders)                | 1               |
| Canada (RPM)                             | 1               |
| Canada Adult Contemporary (RPM)          | 1               |
| Châu Âu (European Hot 100 Singles)       | 1               |
| Pháp (SNEP)                              | 25              |
| Đức (Official German Charts)             | 2               |
| Ireland (IRMA)                           | 1               |
| Hà Lan (Dutch Top 40)                    | 1               |
| Hà Lan (Single Top 100)                  | 1               |
| New Zealand (Recorded Music NZ)          | 1               |
| Na Uy (VG-lista)                         | 5               |
| Ba Lan (LP3)                             | 3               |
| Nam Phi (Springbok Radio)                | 5               |
| Thụy Điển (Sverigetopplistan)            | 6               |
| Anh Quốc (OCC)                           | 1               |
| Hoa Kỳ Billboard Hot 100                 | 1               |
| Hoa Kỳ Adult Contemporary (Billboard)    | 1               |
| Hoa Kỳ Hot R&B/Hip-Hop Songs (Billboard) | 1               |

| Bảng xếp hạng (1984)                 | Vị trí |
| ------------------------------------ | ------ |
| Australia (Kent Music Report)        | 8      |
| Austria (Ö3 Austria Top 40)          | 16     |
| Belgium (Ultratop 50 Flanders)       | 9      |
| Canada (RPM)                         | 11     |
| Germany (Official German Charts)     | 27     |
| Netherlands (Dutch Top 40)           | 5      |
| Netherlands (Single Top 100)         | 12     |
| Switzerland (Schweizer Hitparade)    | 5      |
| UK Singles (Official Charts Company) | 7      |
| US Billboard Hot 100                 | 7      |
| US Adult Contemporary (Billboard)    | 2      |
| US Hot R&B/Hip-Hop Songs (Billboard) | 7      |

| Bảng xếp hạng (1980-89)              | Vị trí |
| ------------------------------------ | ------ |
| Netherlands (Dutch Top 40)           | 100    |
| UK Singles (Official Charts Company) | 23     |

| Bảng xếp hạng                        | Vị trí |
| ------------------------------------ | ------ |
| UK Singles (Official Charts Company) | 282    |
| US Billboard Hot 100                 | 389    |

## Chứng nhận
| Quốc gia | Chứng nhận | Số đơn vị/doanh số chứng nhận |
| --- | ---------- | ----------------------------- |
| Anh Quốc (BPI) | Vàng       | 1,032,302                     |
| Hoa Kỳ (RIAA) | Vàng       | 1.000.000^                    |
| * Chứng nhận dựa theo doanh số tiêu thụ. ^ Chứng nhận dựa theo doanh số nhập hàng. ‡ Chứng nhận dựa theo doanh số tiêu thụ và phát trực tuyến. |            |                               |